# 패트릭 케인
패트릭 티머시 케인 주니어(영어: Patrick Timothy Kane Jr., 1988년 11월 19일~)는 미국의 아이스하키 선수로 포지션은 라이트윙이다. 내셔널 하키 리그(NHL)의 시카고 블랙호크스에서 대부분의 선수 경력을 보냈으며 2023년에는 뉴욕 레인저스 소속으로 뛰었다.
2007년 NHL 드래프트에서 전체 1위로 시카고 블랙호크스의 지명을 받았다. 그는 시카고 소속으로 스탠리 컵에서 3회 우승(2010, 2013, 2015)을 달성했으며 2013년에는 플레이오프 최우수 선수상인 콘 스미스 트로피를 받았다. 2015-16 NHL 시즌에는 리그 최우수 선수상인 하트 메모리얼 트로피와 득점왕상인 아트 로스 트로피를 받았다. 106득점(46골, 60어시스트)으로 NHL을 이끌었던 케인은 하트 메모리얼 트로피와 아트 로스 트로피를 수상한 최초의 미국 출신 선수이다. 2017년에는 "위대한 NHL 선수 100인" 중 한 명으로 선정되었다. 2020년 1월 19일에는 정규 시즌 통산 포인트 1000점을 달성한 최연소 미국 선수가 되었다.
국제 대회에 미국 대표팀의 일원으로 뛰었으며 2010년과 2014년 동계 올림픽에 참가했다. 2010년 올림픽에서 은메달을 획득했고 2018년 세계 선수권 대회에서 동메달을 획득했다.

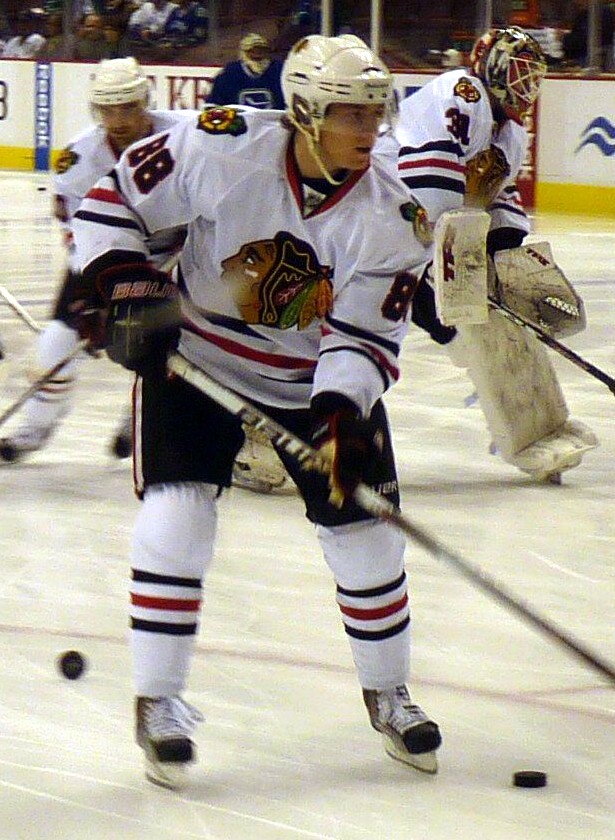
2009년 11월 시카고 블랙호크스와 밴쿠버 커넉스 경기 당시의 케인

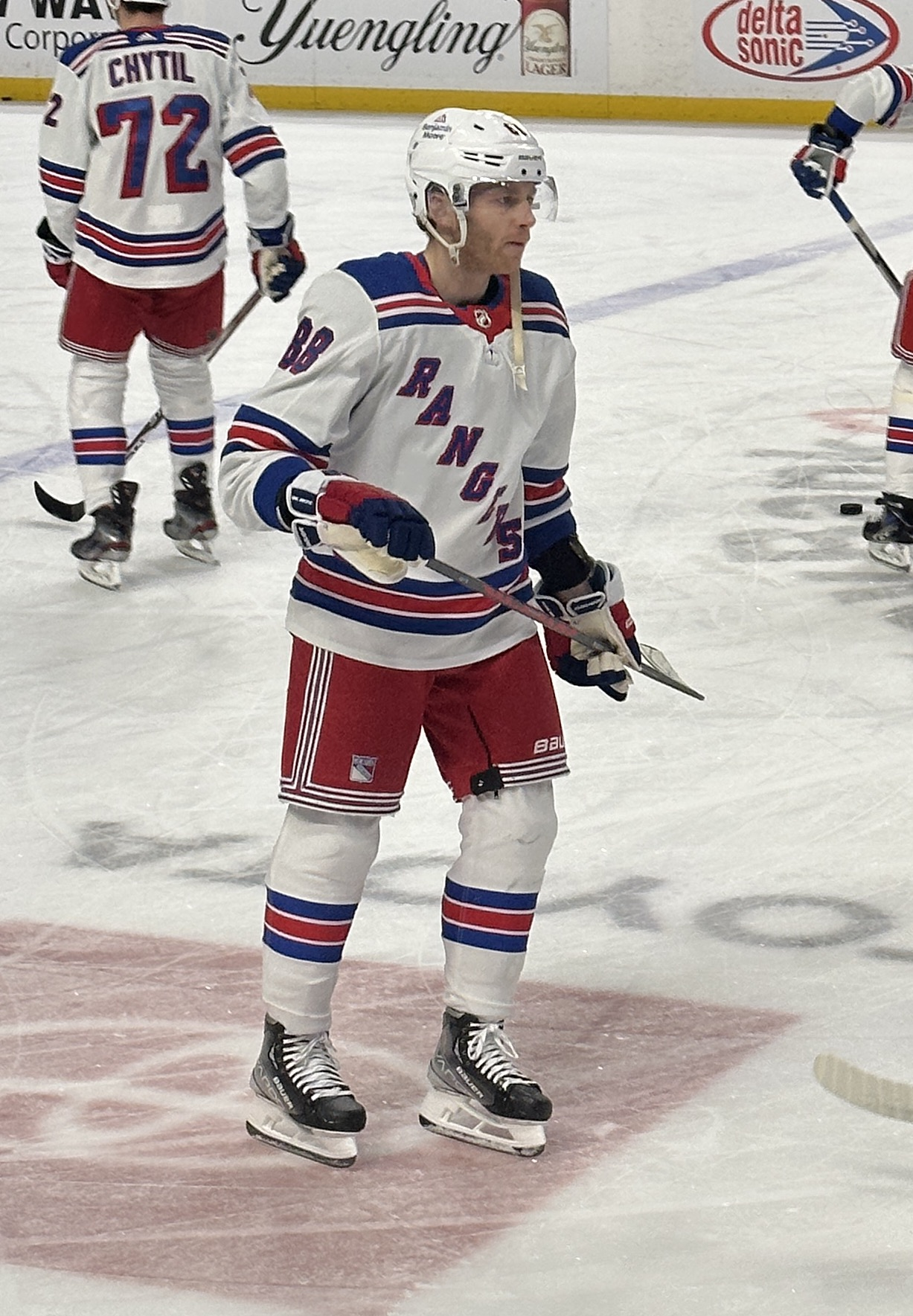
2023년 3월 뉴욕 레인저스 소속 당시의 케인

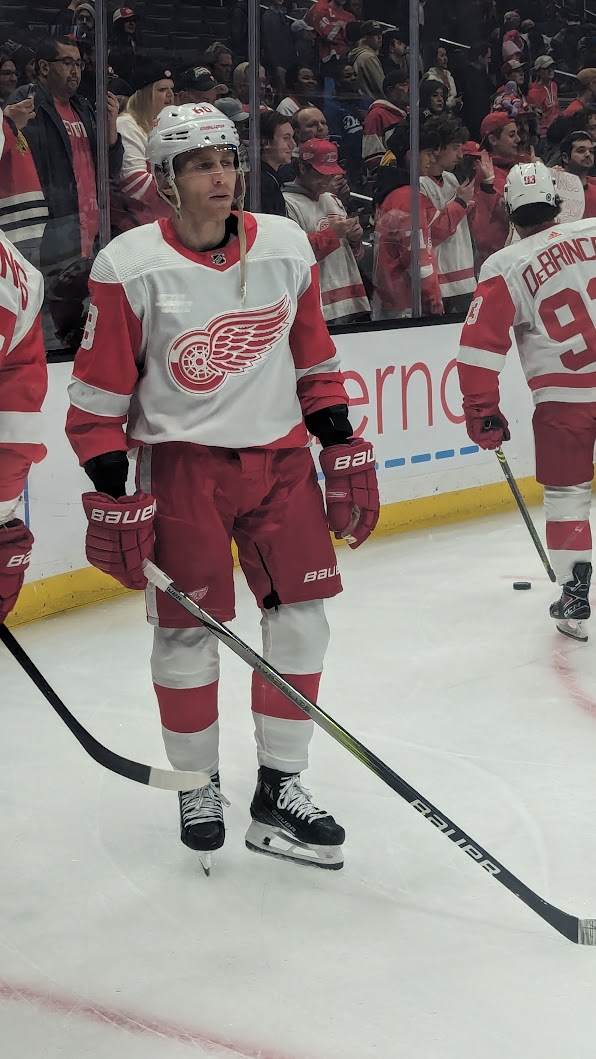
2024년 1월 디트로이트 레드윙스와 로스앤젤레스 킹스와의 경기 당시의 케인

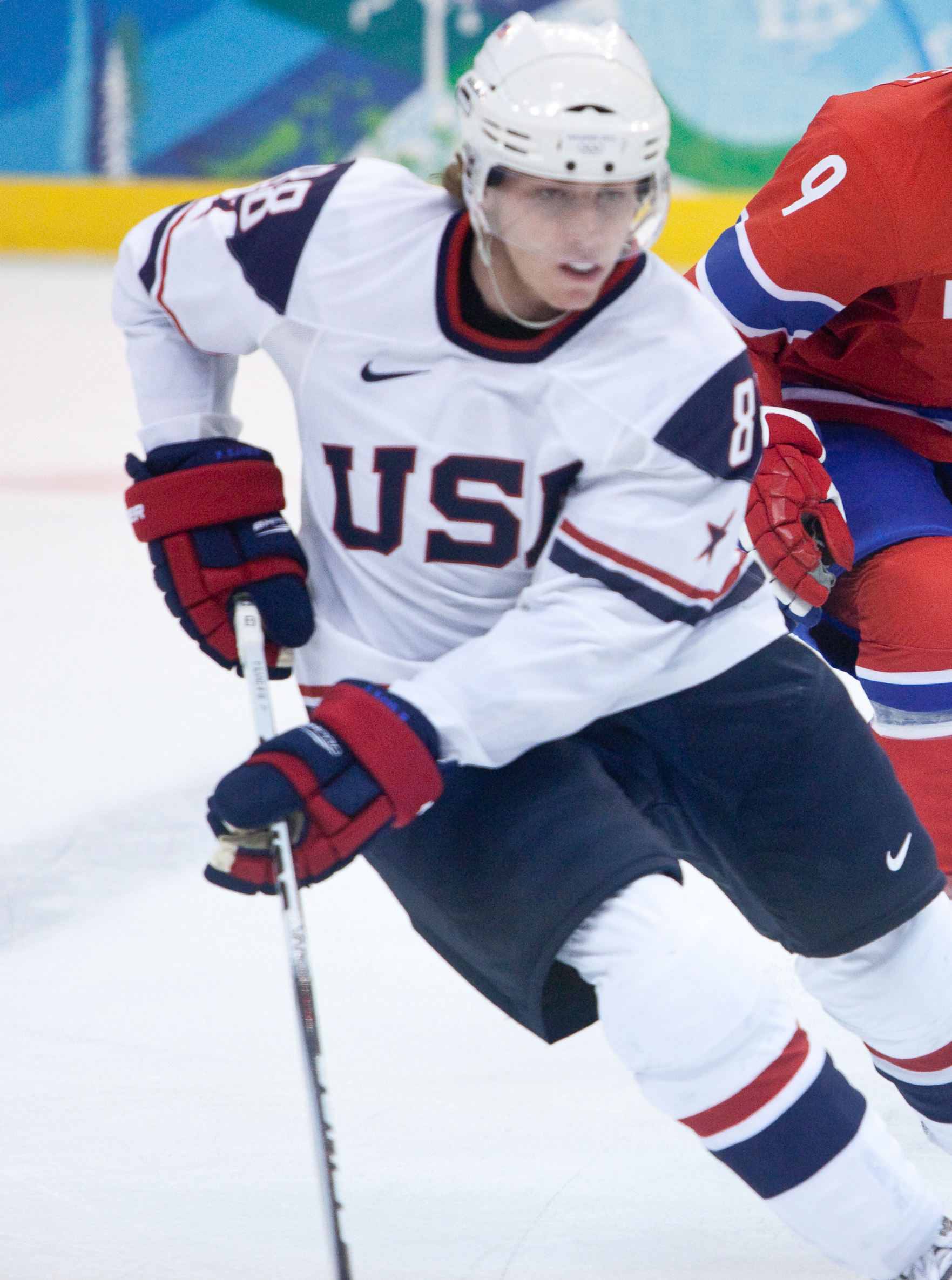
2010년 동계 올림픽 노르웨이전 당시 미국 대표팀 선수로 뛴 케인